# Александро-Невский собор (Варшава)
Алекса́ндро-Не́вский собо́р (пол. Sobór św. Aleksandra Newskiego) — разрушенный православный храм в Варшаве, кафедральный собор Варшавской и Привисленской епархии Русской православной церкви. Был построен в 1894—1912 годах в административном центре Привислинского края Российской империи, на Саксонской площади. По завершении строительства собор достигал в высоту 70 м и был самым высоким зданием в Варшаве.
Храм разрушен польскими властями в середине 1920-х годов, спустя менее чем 15 лет после открытия. Главным мотивом стало то, что собор напоминал им о русском господстве над Польшей. Кроме собора святого Александра Невского в Варшаве, поляками по тем же мотивам были уничтожены и многие другие православные храмы на территории страны.

## Предыстория
Польское государство прекратило своё существование в 1795 году в результате разделов Польши. Варшава вошла в состав Российской империи в 1815 по решению Венского конгресса и стала одним из крупнейших городов империи. Чтобы предотвратить повторение восстаний, во второй половине XIX века в городе располагался большой гарнизон русских войск. Большой приток русских солдат и чиновников, большей частью православных, а также политика по обращению униатов в православие, послужили причиной строительства православных храмов. В 90-х годах XIX века в Польше было построено около 20 православных церквей, большей частью полковых.
Идею строительства в Варшаве большого кафедрального собора впервые высказал в своей записке императору Александру III Варшавский генерал-губернатор Иосиф Владимирович Гурко. По его словам, существовавшие православные храмы в Варшаве могли вместить только десятую часть из 42 000 православных верующих, и новый собор «свидетельствовал бы своим наружным видом и внутренним содержанием о величии господствующей Церкви в Русском Государстве».

## Строительство и архитектура

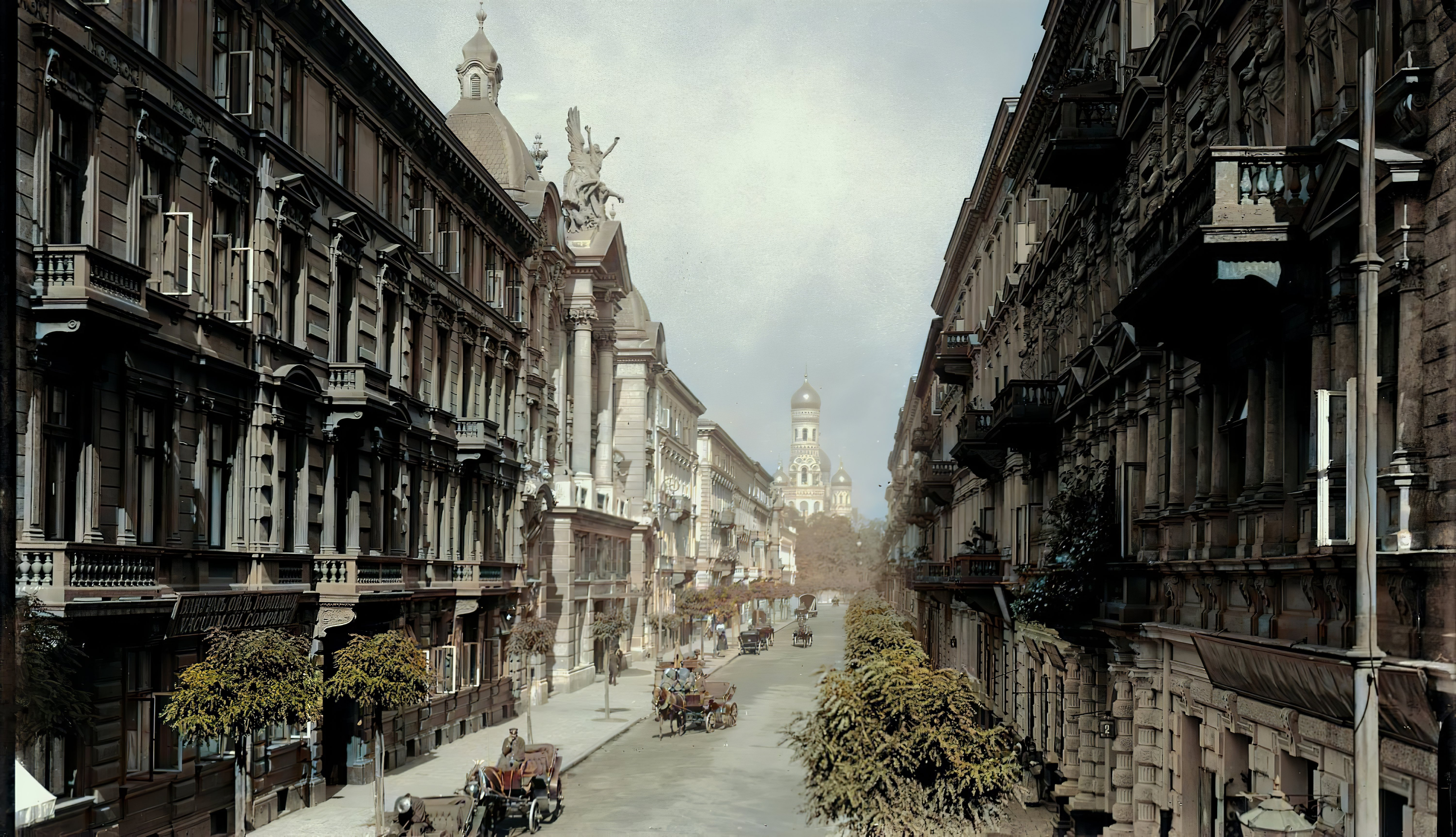
Мазовецкая улица с видом на Александро-Невский собор

28 августа 1893 года был организован комитет по строительству собора, который возглавил Гурко. Император одобрил архитектурный проект, предложенный Леонтием Бенуа. 2 июня 1894 года место строительства на Саксонской площади было освящено архиепископом Флавианом. 30 августа, в праздник святого Александра Невского и именин императора, в присутствии Иосиф Гурко архиепископ Варшавский и Холмский Флавиан (Городецкий) совершил торжественную закладку собора во имя «небесного покровителя наших царей».
Средства на строительство жертвовались частными лицами со всей империи. Сумма в 13 500 рублей была пожертвована Иоанном Кронштадтским, значительная часть денег на постройку собора была получена за счёт обязательных пожертвований из муниципалитетов, находившихся под управлением Гурко, и введением специального налога в Варшаве. Общая стоимость строительства собора составила более 3 миллионов рублей. По проекту Л. Н. Бенуа (помощники — арх. Феддерс П. А., Покровский В. Н., Покровский В. А.) собор был пятикупольным с квадратным основанием и отдельно стоящей колокольней.
В 1900 году строительство собора, вмещавшего 2,5 тысячи человек, было закончено, и 9 ноября над главным куполом был установлен крест. 70-метровая колокольная храма стала самым высоким зданием в Варшаве.
Работа над интерьером собора продолжалась под руководством профессора Николая Покровского ещё 12 лет. Фрески для храма писал Виктор Васнецов, 12 мозаичных панно набраны в мозаичной мастерской Владимира Фролова по эскизам Виктора Васнецова и Андрея Рябушкина. В оформлении собора были использованы драгоценные и полудрагоценные камни, а также мрамор и гранит. Алтарь был украшен колоннами из яшмы, подаренных Николаем II. Главный из 14 колоколов (отлитых Колокольно-литейным заводом П. Н. Финляндского) на звоннице был пятым по величине в империи.
20 мая 1912 года главный придел собора был торжественно освящён митрополитом Киевским и Галицким Флавианом (Городецким) во имя Святого князя Александра Невского.
Южный предел храма был освящён 27 мая 1912 года архиепископом Варшавским и Привисленским Николаем (Зиоровым) во имя св. Николая.
Северный придел был освящён им же 3 июня 1912 года во имя святых Кирилла и Мефодия. Архиепископ Варшавский и Привисленский Николай на освящении произнёс следующую речь: «Созидая сей храм, его создатели не имели в своих мыслях ничего враждебного к окружающему нас инославию: насилие не в природе Православия». После открытия в соборе отмечались важнейшие торжества в жизни русской Варшавы — юбилей Отечественной войны 1812 года, празднование 300-летия дома Романовых.
Между 1912 и 1915 годами под колокольней была освящена часовня.

## Галерея

Внешний вид
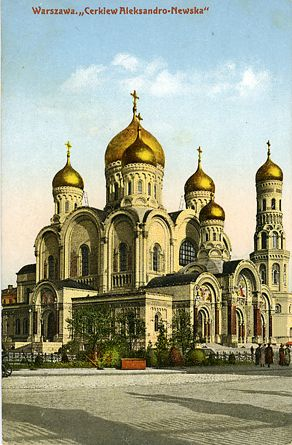
1910-е
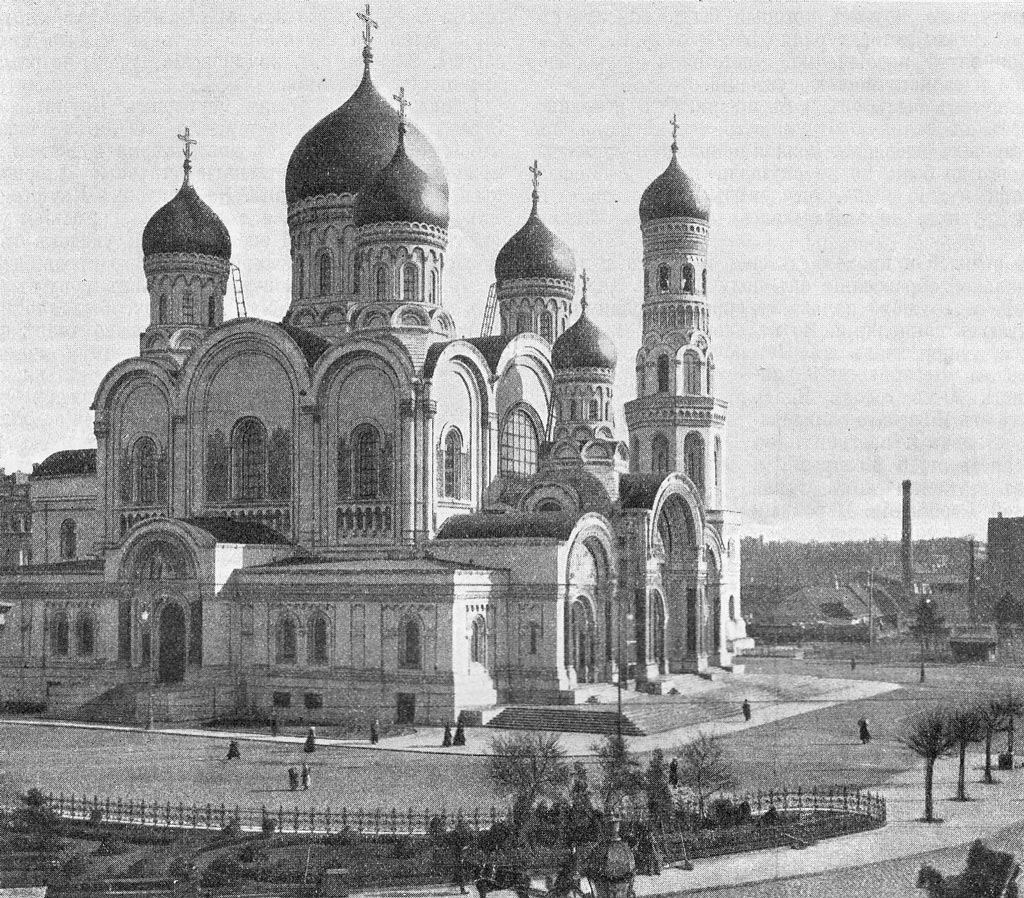
1910-е

Внутреннее убранство
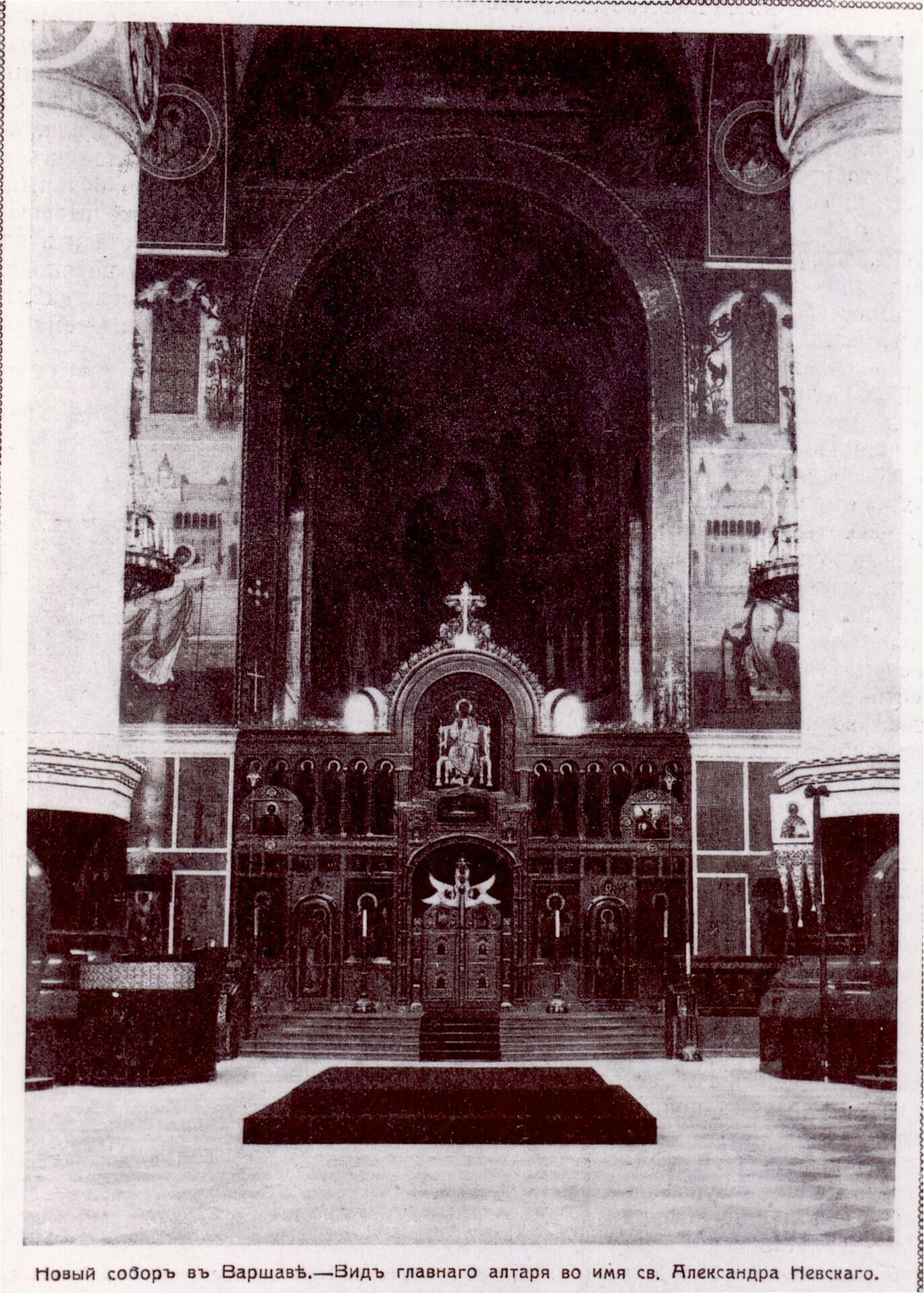
1913 год
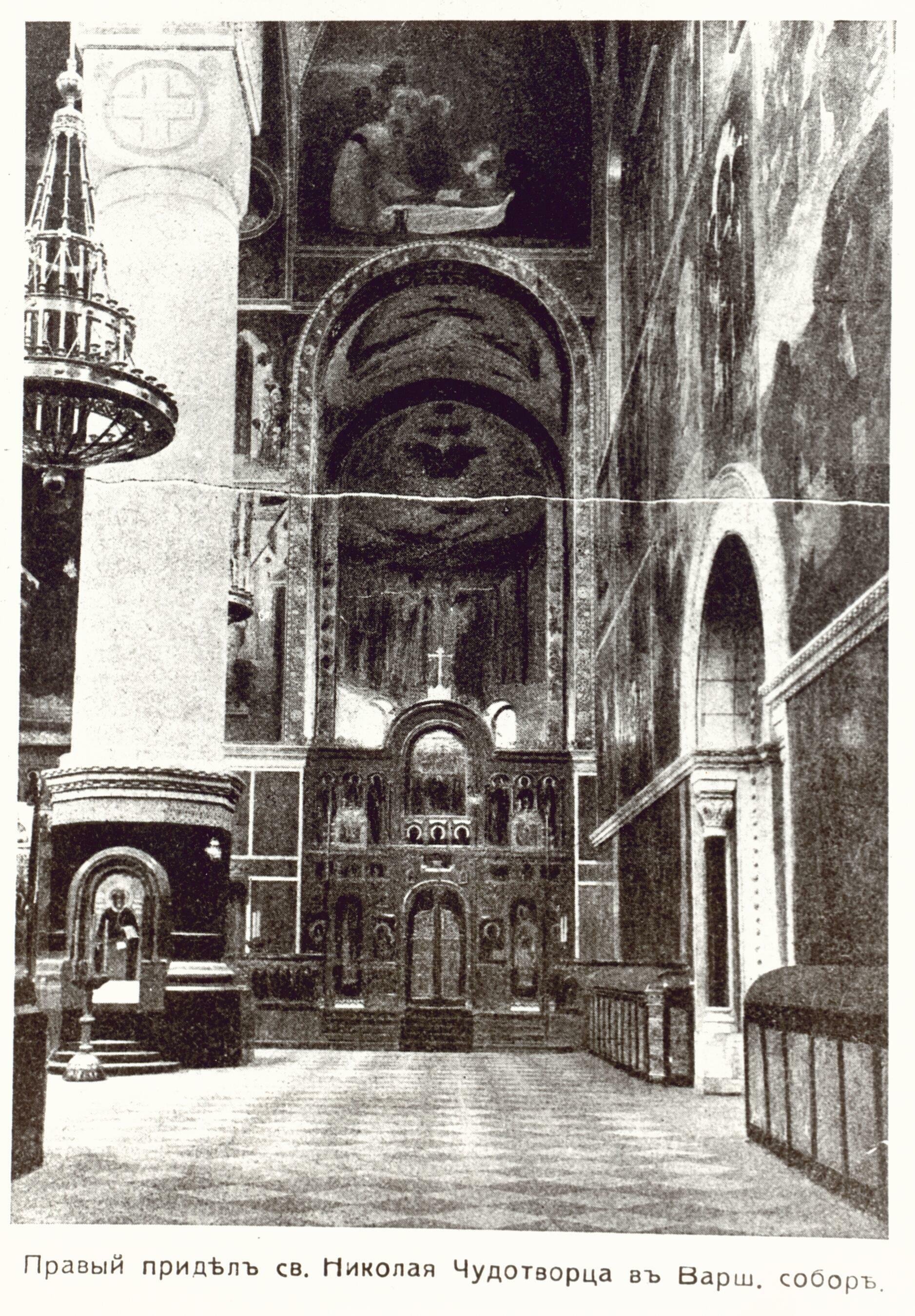
1913 год
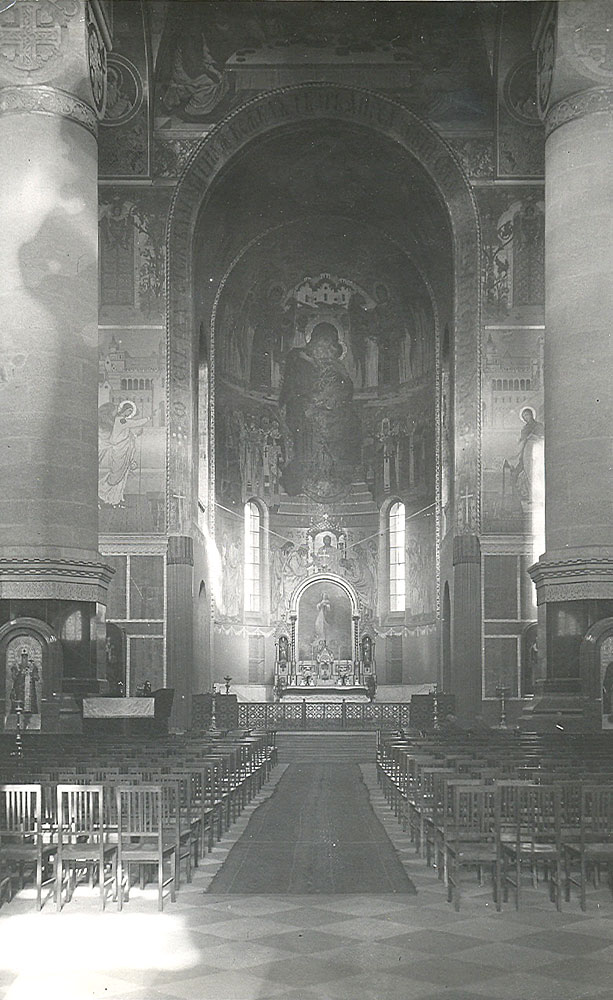
1915 год
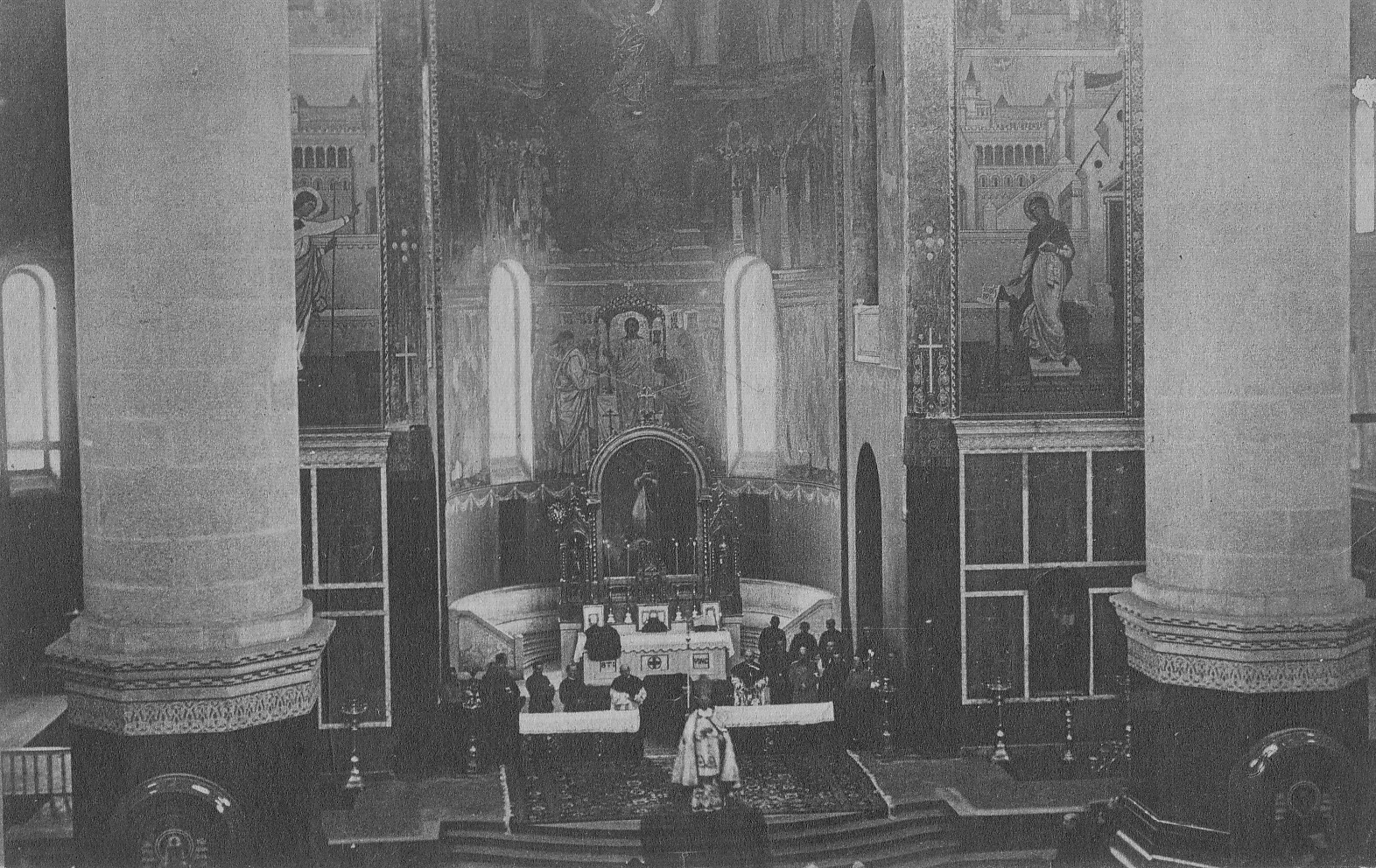
1916 год

## Снос
В начале 1915 года в ходе Первой мировой войны русское население было эвакуировано из города вместе с православным духовенством. Из Александро-Невского собора был вывезен иконостас и наиболее ценные детали внутреннего убранства. В ходе оккупации Варшавы немецкими войсками собор использовался в качестве гарнизонного костёла и немецкой кирхи. Собор был переименован в честь св. Генриха. Первая служба по католическому образцу прошла в соборе 25 февраля, первая лютеранская служба — 5 марта. С куполов собора была снята позолота, внутри установлен орган и ряды стульев для прихожан.

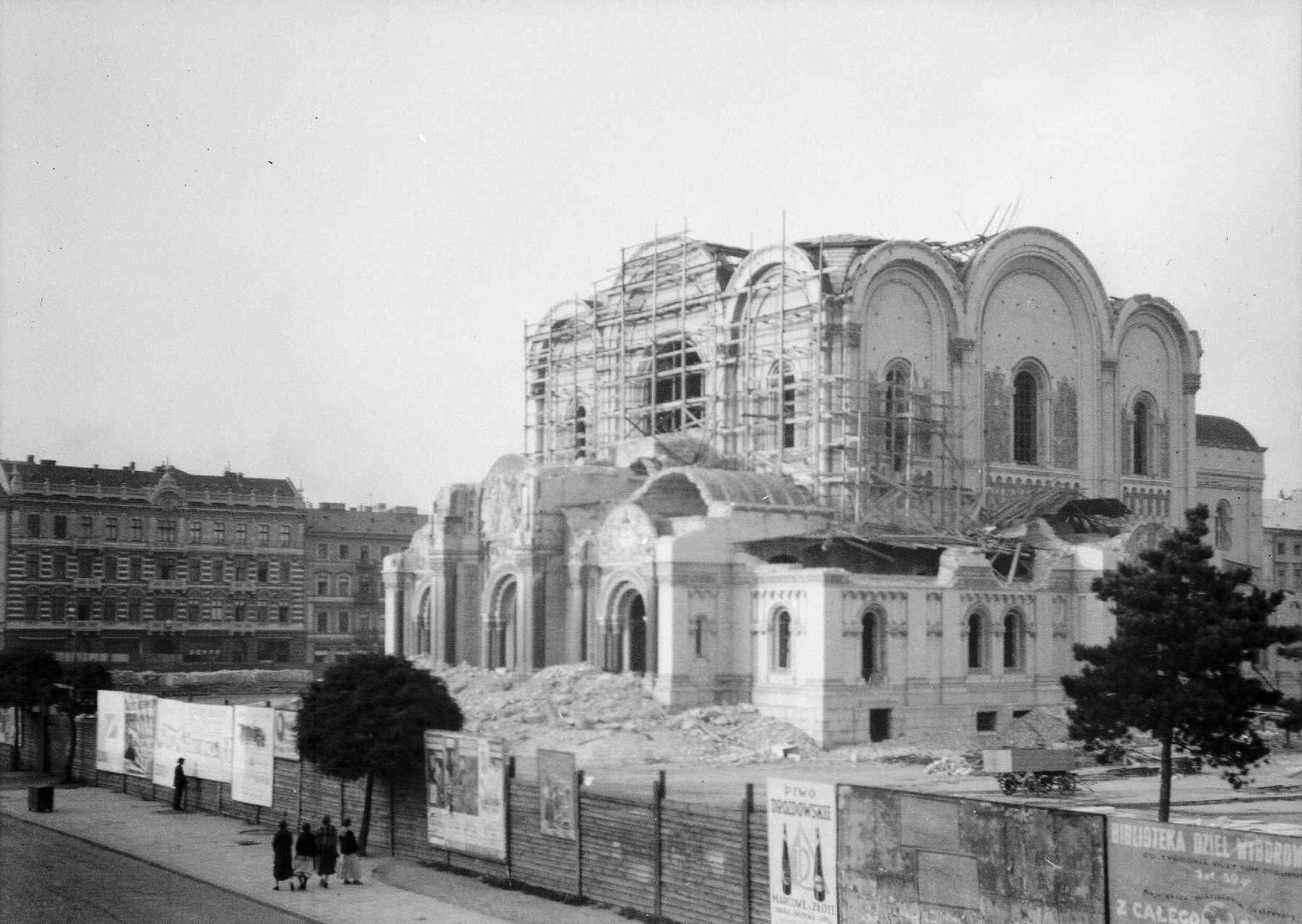
Снос собора в 1925 году

После возвращения независимости Польше в 1918 году судьба собора, возвращённого православной епархии (настоятелем собора стал архиепископ Антоний (Марценко)), была предметом многолетних споров. Собор воспринимался поляками как символ русского господства и потому был крайне непопулярен. Искусствоведческий факультет Университета Стефана Батория в Вильнюсе утверждал, что здание собора не имеет особой художественно-исторической ценности.
Были предложения полностью переоборудовать внешний вид собора под католический костёл. Писатель Стефан Жеромский выдвинул идею о создании в соборе музея мартиролога (мученичества) польского народа или этнологии. Однако наиболее популярно было утилитарное мнение: так как после отсоединения Польши от России православных прихожан в Варшаве практически не осталось, собор, как символ чужеземной веры, занимающий много места на одной из основных площадей Варшавы и, якобы, не представляющий собой выдающегося произведения архитектуры, должен быть снесён.
Вопрос разрушения собора рассматривался на заседании Польского Сейма 1 Созыва. Единственный голос против его разрушения принадлежал русскому депутату Николаю Серебренникову. Невзирая на протесты, собор был снесён в 1924—1926 годах, вместе с другими православными храмами в Варшаве (действующими остались только две православные церкви). Придавая большое значение политическому и национальному значению разрушения крупнейшего православного собора в межвоенной Польше, варшавский магистрат также выпустил специальный заём, «каждый поляк мог стать причастным к этому делу». Заём был обеспечен стоимостью материала, полученного в результате сноса.

Попытки сохранить собор делались даже когда его начали сносить, однако противников сноса было мало, и их упрекали в недостатке патриотизма. Летом 1924 года православный член польского сената Вячеслав Васильевич Богдано́вич произнёс речь в его защиту:
Достаточно пойти на Саксонскую площадь и посмотреть на оголённые купола наполовину разрушенного собора. Не говорите, господа, что он должен быть разрушен как памятник неволи. Я бы сказал, что, пока стоит, он является наилучшим памятником для будущих поколений, поучающий их, как нужно уважать и беречь свою Родину; разобранный же, будет памятником — позорным памятником нетерпимости и шовинизма! Нельзя не обратить внимания на то, что в этом соборе есть выдающиеся художественные произведения, в которые вложено много духовных сил лучших сынов соседнего народа, и те, кто создавал эти произведения искусства, не думали ни о какой политике. Польский народ чувствует это, а также угрожающее значение этого поступка и уже сочинил свою легенду относительно разрушения собора… Но наших политиканов это никак не трогает. А вот приезжают иностранцы — англичане, американцы — и с удивлением взирают на это, фотографируют и фотографии распространяют по всему миру — естественно, вместе с мнением о польской культуре и цивилизации…»
Снос собора потребовал много времени и около 15 000 малых взрывов. Мраморные плиты из собора были использованы при оформлении различных зданий в Варшаве. Значительная часть фресок была перевезена в Покровский собор в Барановичах. После длительного хранения в Национальном музее Варшавы другие фрагменты были установлены в православном храме Марии Магдалины в Праге (правобережной части Варшавы). Яшмовые колонны были перевезены в усыпальницу маршала Пилсудского в Кракове.